# Dawid Bidsinajewitsch Kobessow
Dawid Bidsinajewitsch Kobessow (russisch Давид Бидзинаевич Кобесов; * 6. Januar 2000 in Wladikawkas) ist ein russischer Fußballspieler.

## Karriere
Kobessow begann seine Karriere bei Strogino Moskau. Zur Saison 2017/18 wechselte er zum Drittligisten Spartak Wladikawkas. In seiner ersten Spielzeit kam er zu sieben Einsätzen in der Perwenstwo PFL. In der Saison 2018/19 absolvierte er zehn Drittligapartien für Spartak. Zur Saison 2019/20 wechselte er innerhalb der Stadt zum Ligakonkurrenten Alanija Wladikawkas. Für Alanija kam er bis COVID-bedingten Saisonabbruch zu elf Einsätzen, mit Wladikawkas stieg er zu Saisonende in die Perwenstwo FNL auf.
Anschließend debütierte er im August 2020 in der zweiten Liga. In seiner ersten Spielzeit in der FNL kam er zu 32 Einsätzen, in denen er viermal traf. In der Saison 2021/22 absolvierte der Mittelfeldspieler 31 Partien und machte acht Tore. Zur Saison 2022/23 schloss Kobessow sich dem Erstligisten FK Nischni Nowgorod an. Für Nischni Nowgorod gab er dann im Juli 2022 gegen den FK Chimki sein Debüt in der Premjer-Liga. Insgesamt kam er bis zur Winterpause allerdings nur zweimal zum Einsatz.
Daraufhin wurde Kobessow im Januar 2023 an den Ligakonkurrenten FK Chimki verliehen. Während der Leihe kam er zu vier Einsätzen im Oberhaus, aus dem er mit Chimki zu Saisonende aber abstieg. Zur Saison 2023/24 kehrte er leihweise zum Zweitligisten Alanija zurück.